# Юрченко Петро Аксентійович
Петро Аксентійович Юрченко (12 грудня 1918 — 9 вересня 1995) — радянський військовий льотчик, Герой Радянського Союзу (1943), у роки німецько-радянської війни заступник командира ескадрильї 9-го гвардійського авіаційного полку 7-ї гвардійської авіаційної дивізії 3-го гвардійського авіаційного корпусу Авіації далекої дії (АДД).

## Біографія
Народився 12 грудня 1918 року в селі Бараниківка (нині Біловодського району Луганської області) у селянській родині. Українець. Закінчив 7 класів і школу ФЗУ в Луганську. Працював на паровозобудівному заводі, навчався в аероклубі.
У Червоній Армії з 1937 року. У 1939 році закінчив Ворошиловградську військово-авіаційну школу пілотів.
У боях німецько-радянської війни з червня 1941 року. Був на посаді заступника командира ескадрильї 9-го гвардійського авіаційного полку (7-а гвардійська авіаційна дивізія, 3-й гвардійський авіаційний корпус Авіації далекої дії). Гвардії капітан Петро Юрченко до серпня 1943 здійснив 290 успішних бойових вильотів, з них 239 — нічних, на бомбардування військових об'єктів в глибокому тилу противника, завдавши ворогові значних втрат у живій силі і бойовій техніці.
Звання Героя Радянського Союзу з врученням ордена Леніна і медалі «Золота Зірка» (№ 1740) гвардії капітану Юрченко П. А. присвоєно 18 вересня 1943 року.
Після війни П. А. Юрченко продовжував службу у ВПС. У 1955 році закінчив Військово-повітряну академію.
У 1960—1969 роках — командир 13-й гвардійської Дніпропетровсько-Будапештської ордена Суворова важкої бомбардувальної авіаційної дивізії (базувалась на Полтавській авіабазі, Українська РСР).
З 1969 року генерал-майор авіації П. А. Юрченко — у запасі. Жив у Полтаві. Працював на кафедрі цивільної оборони в Полтавському сільськогосподарському інституті. Помер 9 вересня 1995 року. Похований на Центральному кладовищі в Полтаві.

## Вшанування пам'яті
Ім'ям П. А. Юрченка названа одна з вулиць міста Полтави в Київському районі.